# Miss Intercontinental 2016
Miss Intercontinental 2016 fue la cuadragésima quinta (45.ª) edición del certamen Miss Intercontinental, correspondiente al año 2016; la cual se llevó a cabo el 16 de octubre en Colombo, Sri Lanka. Candidatas de 63 países y territorios autónomos compitieron por el título. Al final del evento, Valentina Rasulova, Miss Intercontinental 2015 de Rusia, coronó a Heilymar Rosario Velázquez, de Puerto Rico, como su sucesora.

## Resultados
| Posiciones                 | Candidata |
| -------------------------- | --- |
| Miss Intercontinental 2016 | - Puerto Rico - Heilymar Rosario Velázquez |
| Primera Finalista          | - Sri Lanka - Tracy Ann De Zilva |
| Segunda Finalista          | - Ghana - Silvia Naa Morkor Commodore |
| Tercera Finalista          | - Italia - Floriana Russo |
| Cuarta Finalista           | - Venezuela - Amal Karina Nemer Erched |
| Top 15                     | - China - Xiaoyan Liu - Colombia - Leidy Carolina Carvajal Morales - Costa Rica - María Amalia Matamoros Solís - Escocia - Abigail Leille Gliksten - Filipinas - Jennifer Ruth Alviar Hammond - Polonia - Paulina Rulka - República Checa - Natálie Myslíková - Seychelles - Isabel Lavigne - Tailandia - Atitaya Khunnalapat - Ucrania - Valeria Samehylieiwa |

### Reinas Continentales
| Continente     | Candidata                                  |
| -------------- | ------------------------------------------ |
| África         | - Ghana - Silvia Naa Morkor Commodore      |
| Asia y Oceanía | - Sri Lanka - Tracy Ann De Zilva           |
| Europa         | - Italia - Floriana Russo                  |
| Norteamérica   | - Puerto Rico - Heilymar Rosario Velázquez |
| Sudamérica     | - Venezuela - Amal Karina Nemer Erched     |

## Premiaciones
| Premio                    | Candidata                                   |
| ------------------------- | ------------------------------------------- |
| Miss Simpatía             | - Bangladés - Fatimatu Zohra Etisha         |
| Miss Fotogénica           | - Puerto Rico - Heilymar Rosario Velázquez  |
| Mejor Traje Nacional      | - Tailandia - Atitaya Khunnalapat           |
| Miss Belleza (Biona)      | - Venezuela - Amal Karina Nemer Erched      |
| Miss Popularidad Cinnamon | - Myanmar - Ni Ni Naing Win                 |
| Miss Hospitalidad         | - Seychelles - Isabel Lavigne               |
| Mejor Cuerpo              | - Costa Rica - María Amalia Matamoros Solís |

## Candidatas
63 candidatas compitieron por el título:
(En la tabla se utiliza su nombre completo, los sobrenombres van entrecomillados y los apellidos utilizados como nombre artístico, entre paréntesis; fuera de ella se utilizan sus nombres «artísticos» o simplificados).
| País/Territorio       | Candidata                        | Edad | Estatura | Residencia              |
| --------------------- | -------------------------------- | ---- | -------- | ----------------------- |
| Alemania              | Katrin Eisenberg                 | 25   | 1.78 m   | Dortmund                |
| Armenia               | Lilit Martirosyan                | 27   | 1.81 m   | Ereván                  |
| Bangladés             | Fatimatu Zohra Etisha            | 22   | 1.73 m   | Daca                    |
| Bélgica               | Anaïs Wyns                       | 21   | 1.68 m   | Dilbeek                 |
| Bielorrusia           | Alina Romanovna Zhenetl          | 23   | 1.74 m   | Minsk                   |
| Bolivia               | María René Rivero Suárez         | 19   | 1.75 m   | Santa Cruz de la Sierra |
| Brasil                | Sabrina Sancler Teles Dos Santos | 22   | 1.71 m   | Bertioga                |
| Camerún               | Ndemazia Nkengaka Fualefock      | 26   | 1.78 m   | Buea                    |
| Canadá                | Madison Elizabeth Kvaltin        | 18   | 1.70 m   | Gran Sudbury            |
| China                 | Xiaoyan Liu                      | 19   | 1.70 m   | Pekín                   |
| Colombia              | Leidy Carolina Carvajal Morales  | 24   | 1.75 m   | Pasto                   |
| Corea del Sur         | Kim Jonju                        | 26   | 1.74 m   | Seúl                    |
| Costa Rica            | María Amalia Matamoros Solís     | 26   | 1.79 m   | Naranjo                 |
| Dinamarca             | Nadia Sawing Wabra               | 20   | 1.77 m   | Kolding                 |
| El Salvador           | Icela Trinidad Aparicio Villegas | 21   | 1.71 m   | San Salvador            |
| Escocia               | Abigail Leille Gliksten          | 23   | 1.76 m   | Dundee                  |
| España                | Rosa Gasent Pons                 | 18   | 1.77 m   | Alicante                |
| Estados Unidos        | Paula Marie Chea                 | 21   | 1.68 m   | Sterling                |
| Estonia               | Inesa Kupratsevich               | 25   | 1.72 m   | Narva                   |
| Filipinas             | Jennifer Ruth Alviar Hammond     | 25   | 1.72 m   | San Pedro               |
| Francia               | Kendra Louise Piccot             | 18   | 1.74 m   | Valence                 |
| Gales                 | Kelly Jayne Rowland              | 26   | 1.75 m   | Ammanford               |
| Georgia               | Mariam Gogotze                   | 20   | 1.79 m   | Rustavi                 |
| Ghana                 | Silvia Naa Morkor Commodore      | 21   | 1.81 m   | Acra                    |
| Guadalupe             | Anaïs Mesinele Feltro            | 24   | 1.79 m   | Basse-Terre             |
| Guatemala             | Débora Madai Arciniega           | 26   | 1.66 m   | Tiquisate               |
| India                 | Aarushi Sharma                   | 20   | 1.70 m   | Nueva Delhi             |
| Indonesia             | Dani Wulandari                   | 20   | 1.70 m   | Gunungsitoli            |
| Inglaterra            | Chloe Mary Othen                 | 25   | 1.75 m   | Londres                 |
| Irán                  | Elaheh Safari                    | 26   | 1.73 m   | Teherán                 |
| Italia                | Floriana Russo                   | 18   | 1.78 m   | Ginosa                  |
| Kazajistán            | Alina Gabriel                    | 22   | 1.80 m   | Aquisgrán               |
| Kirguistán            | Begimay Karybekova               | 18   | 1.76 m   | Naryn                   |
| Líbano                | Dayane Abi Allam                 | 20   | 1.68 m   | Beirut                  |
| Malta                 | Jade Cini                        | 21   | 1.74 m   | La Valeta               |
| Mauricio              | Julie Wendy Charles              | 22   | 1.75 m   | Vacoas-Phoenix          |
| México                | Martha Leticia Suárez Briano     | 23   | 1.73 m   | Boca del Río            |
| Moldavia              | Cristina Zavati                  | 23   | 1.71 m   | Ialoveni                |
| Mónaco                | Sonia Douar                      | 25   | 1.73 m   | Montecarlo              |
| Myanmar               | Ni Ni Naing Win                  | 18   | 1.70 m   | Magway                  |
| Panamá                | Ana Gabriela Rodríguez Vásquez   | 26   | 1.65 m   | Las Tablas              |
| Perú                  | Karla Sofía Flores Guerra        | 26   | 1.81 m   | Piura                   |
| Polonia               | Paulina Rulka                    | 23   | 1.77 m   | Lodz                    |
| Portugal              | Beatriz Forte Pereira Dinis      | 17   | 1.73 m   | Coímbra                 |
| Puerto Rico           | Heilymar Rosario Velázquez       | 19   | 1.78 m   | San Juan                |
| República Checa       | Natálie Myslíková                | 19   | 1.77 m   | Praga                   |
| República Eslovaca    | Júlia Kokoruďová                 | 26   | 1.76 m   | Milpoš                  |
| Rumania               | Denisa Mladin                    | 24   | 1.75 m   | Brașov                  |
| Rusia                 | Kseniya Kopylkova                | 22   | 1.72 m   | Rostov                  |
| Santo Tomé y Príncipe | Gbemisola Theodora Rowland       | 23   | 1.73 m   | Santo Tomé              |
| Serbia                | Gordana Đuričić                  | 24   | 1.75 m   | Valjevo                 |
| Seychelles            | Isabel Lavigne                   | 24   | 1.72 m   | Glacis                  |
| Singapur              | Bianche Lew Mun Kei              | 25   | 1.62 m   | Ciudad de Singapur      |
| Sri Lanka             | Tracy Ann De Zilva               | 23   | 1.75 m   | Colombo                 |
| Sudáfrica             | Anrónet Ann Roelofsz             | 23   | 1.80 m   | Pretoria                |
| Suecia                | Anna Marie Westlin               | 20   | 1.76 m   | Örnsköldsvik            |
| Suiza                 | Alma Jasić                       | 27   | 1.70 m   | Coira                   |
| Tailandia             | Atitaya Khunnalapat              | 24   | 1.74 m   | Sing Buri               |
| Ucrania               | Valeria Samehylieiwa             | 25   | 1.77 m   | Ivano-Frankivsk         |
| Uruguay               | Micaela Fernández Machín         | 18   | 1.75 m   | Montevideo              |
| Venezuela             | Amal Karina Nemer Erched         | 21   | 1.74 m   | Barinas                 |
| Vietnam               | Như Bảo Thị Nguyễn               | 24   | 1.75 m   | Giồng Riềng             |
| Zimbabue              | Hildah Mabu                      | 25   | 1.79 m   | Harare                  |

### Candidatas retiradas
- Argentina - Nuria Emiliana López
- Haití - Regine Metayer
- Hungría - Adrienn Gerő
- Namibia - Rakel Ndinelao Mengale
- Nigeria - Emmanuel Ndem
- Nueva Zelanda - Abby Sturgin
- República Dominicana - Gefranny Yocasta Lara Almanzar

### Candidatas reemplazadas
- Costa Rica - Katherine Prado Fallas fue reemplazada por María Amalia Matamoros Solís.
- España - Elena Olmedo Jara fue reemplazada por Rosa Gasent Pons.

## Datos acerca de las delegadas
Algunas de las delegadas del Miss Intercontinental 2016 han participado en otros certámenes internacionales de importancia:
- Lilit Martirosyan (Armenia) participó sin éxito en Miss Globe 2014, Miss Tierra 2015  y Top Model of the World 2015.
- Fatimatu Zohra Etisha (Bangladés) participó sin éxito en Miss Globe Internacional 2014 y Miss Cosmopolitan World 2016.
- Madison Elizabeth Kvaltin (Canadá) fue semifinalista en Miss Internacional 2022 y participó sin éxito en Miss Universo 2023.
- María Amalia Matamoros Solís (Costa Rica) fue ganadora de Miss Teen Expoworld 2007 y Miss Panamerican Internacional 2014, semifinalista en Miss América Latina del Mundo 2008, participó sin éxito en Miss Mundo 2008, Miss Turismo Queen Internacional 2008, Miss Continente Americano 2009, Reina Hispanoamericana 2009, Miss Internacional 2011 y Reinado Internacional del Café 2011 y cuartofinalista en Miss Grand Internacional 2017.
- Silvia Naa Morkor Commodore (Ghana) participó sin éxito en Miss Tierra 2015 y Miss Universo 2021 y semifinalista en Top Model of the World 2016.
- Anaïs Mesinele Feltro (Guadalupe) participó sin éxito en Miss Turismo Universo 2014.
- Débora Madai Arciniega (Guatemala) participó sin éxito en Miss Panamerican Internacional 2016.
- Chloe Mary Othen (Inglaterra) participó sin éxito en Miss Model of the World 2011, Miss Princess of the World 2011 y Miss Tierra 2013.
- Alina Gabriel (Kazajistán) participó sin éxito en Top Model of the World 2014 representando al Mar Báltico.
- Begimay Karybekova (Kirguistán) participó sin éxito en Top Model of the World 2016 y Miss Universo 2018.
- Jade Cini (Malta) participó sin éxito en Miss Intercontinental 2013, Miss Model of the World 2014, Best Model of the World 2015 y Miss Universo 2021 y semifinalista en Top Model of the World 2015.
- Sonia Douar (Mónaco) participó sin éxito en Face of the Globe 2016, representando a Francia, Miss Global 2017, Top Model of the World 2019 y Miss Summit Internacional 2022.
- Natálie Myslíková (República Checa) fue semifinalista en Miss Turismo Queen Internacional 2015.
- Júlia Kokoruďová (República Eslovaca) participó sin éxito en Miss Turismo Queen Internacional 2016.
- Gordana Đuričić (Serbia) participó sin éxito en Miss Bikini Universo 2015.
- Anrónet Ann Roelofsz (Sudáfrica) fue segunda finalista en Top Model of the World 2014 y participó sin éxito en Miss Grand Internacional 2020.
- Anna Marie Westlin (Suecia) fue cuarta finalista en Miss Exclusive of the World 2015.
- Alma Jasić (Suiza) participó sin éxito en Miss Grand Internacional 2014 representando a Bosnia y Herzegovina.
- Hildah Mabu (Zimbabue) participó sin éxito en Miss Supranacional 2011 y semifinalista en Top Model of the World 2017.

## Sobre los países en Miss Intercontinental 2016

### Naciones debutantes
- Bangladés

### Naciones que regresan a la competencia
Compitió por última vez en 1995:
- Mónaco

Compitió por última vez en 2005:
- Camerún

Compitieron por última vez en 2008:
- Kirguistán
- Seychelles

Compitieron por última vez en 2010:
- Bielorrusia
- Serbia

Compitieron por última vez en 2011:
- Estonia
- Kazajistán

Compitió por última vez en 2012:
- Uruguay

Compitió por última vez en 2013:
- Sri Lanka

Compitieron por última vez en 2014:
- Bélgica
- Ghana
- Irán
- Mauricio
- República Eslovaca
- Singapur
- Suiza

### Naciones ausentes
Argentina,  Australia,  Austria,  Azerbaiyán,  Bonaire,  Bulgaria,  Curazao,  Grecia,  Hungría,  Kenia,  Kosovo,  Mongolia,  Nigeria,  Nueva Zelanda,  Países Bajos,  República Dominicana,  San Marino,  Turquía y  Zambia no enviaron una candidata este año.